# Astrid Øyre Slind
Astrid Øyre Slind (9 febbraio 1988) è una fondista norvegese.

## Biografia
Sorella gemella di Silje, a sua volta fondista, e attiva dal marzo del 2006, in Coppa del Mondo Astrid Øyre Slind ha esordito l'8 marzo 2008 nella 30 km disputata a Oslo (44ª) e ha ottenuto il primo podio il 29 gennaio 2023 nella 20 km disputata a Les Rousses (3ª); ai successivi Mondiali di Planica 2023, suo esordio iridato, ha vinto la medaglia d'oro nella staffetta, quella di bronzo nello skiathlon e si è classificata 10ª nella 30 km. Il 15 dicembre 2024 ha conquistato la sua prima vittoria in Coppa del Mondo nella 20 km a tecnica classica di Davos e ai successivi Mondiali di Trondheim 2025 ha vinto la medaglia d'argento nella staffetta e si è piazzata 6ª nella 10 km, 10ª nella 50 km e 8ª nello skiathlon. Non ha preso parte a rassegne olimpiche e ha gareggiato a lungo prevalentemente nei circuiti di granfondo.

## Palmarès

### Mondiali
- 3 medaglie:
  - 1 oro (staffetta a Planica 2023)
  - 1 argento (staffetta a Trondheim 2025)
  - 1 bronzo (skiathlon a Planica 2023)

### Coppa del Mondo
- Miglior piazzamento in classifica generale: 19ª nel 2024
- 12 podi (11 individuali, 1 a squadre):
  - 2 vittorie (individuali)
  - 7 secondi posti (6 individuali, 1 a squadre)
  - 3 terzi posti (individuali)

#### Coppa del Mondo - vittorie
| Data             | Località | Nazione  | Spec.       |
| ---------------- | -------- | -------- | ----------- |
| 15 dicembre 2024 | Davos    | Svizzera | 20 km TC    |
| 26 gennaio 2025  | Engadina | Svizzera | 20 km TL MS |

Legenda:

TC = tecnica classica

TL = tecnica libera

MS = partenza in linea

#### Coppa del Mondo - competizioni intermedie
- 5 podi di tappa:
  - 2 vittorie
  - 1 secondo posto
  - 2 terzi posti

##### Coppa del Mondo - vittorie di tappa
| Data             | Località | Nazione | Competizione | Specialità  |
| ---------------- | -------- | ------- | ------------ | ----------- |
| 31 dicembre 2024 | Dobbiaco | Italia  | Tour de Ski  | 20 km TL    |
| 1º gennaio 2025  | Dobbiaco | Italia  | Tour de Ski  | 15 km TC PU |

Legenda:

TC = tecnica classica

TL = tecnica libera

PU = inseguimento